# 杜氏耳蕨
杜氏耳蕨（学名：Polystichum duthiei），为鳞毛蕨科耳蕨属下的一个植物种。